# Frauen-Eishockeynationalmannschaft der Vereinigten Staaten
Die Frauen-Eishockeynationalmannschaft der Vereinigten Staaten gehört dem US-amerikanischen Eishockeyverband USA Hockey an. Sie ist nach der kanadischen Mannschaft die erfolgreichste der Welt. Derzeit (März 2023) gibt es etwa 91,300 aktive Eishockey-Spielerinnen in den Vereinigten Staaten. Cheftrainer der Nationalmannschaft ist John Wroblewski.

## Kader bei Olympischen Winterspielen
- Nagano 1998
- Salt Lake City 2002
- Turin 2006
- Vancouver 2010
- Sotschi 2014
- Pyeongchang 2018

## Nationaltrainer
- WM 1990: Don MacLeod[1]
- WM 1992: Russ McCurdy
- WM 1994: Karen Kay
- WM 1997–2005, Olympia 1998, 2002, 2006: Ben Smith[2]
- WM 2008: Jackie Barto
- WM 2007, WM 2009, Olympia 2010: Mark Johnson[2][3]
- WM 2011, WM 2012, WM 2013, Olympia 2014: Katey Stone[2]
- WM 2015, WM 2016: Ken Klee
- WM 2017, Olympia 2018: Robb Stauber[4]
- WM 2019: Bob Corkum[4]
- WM 2021, Olympia 2022: Joel Johnson
- WM 2022, WM 2023, WM 2024: John Wroblewski

## Topspielerinnen

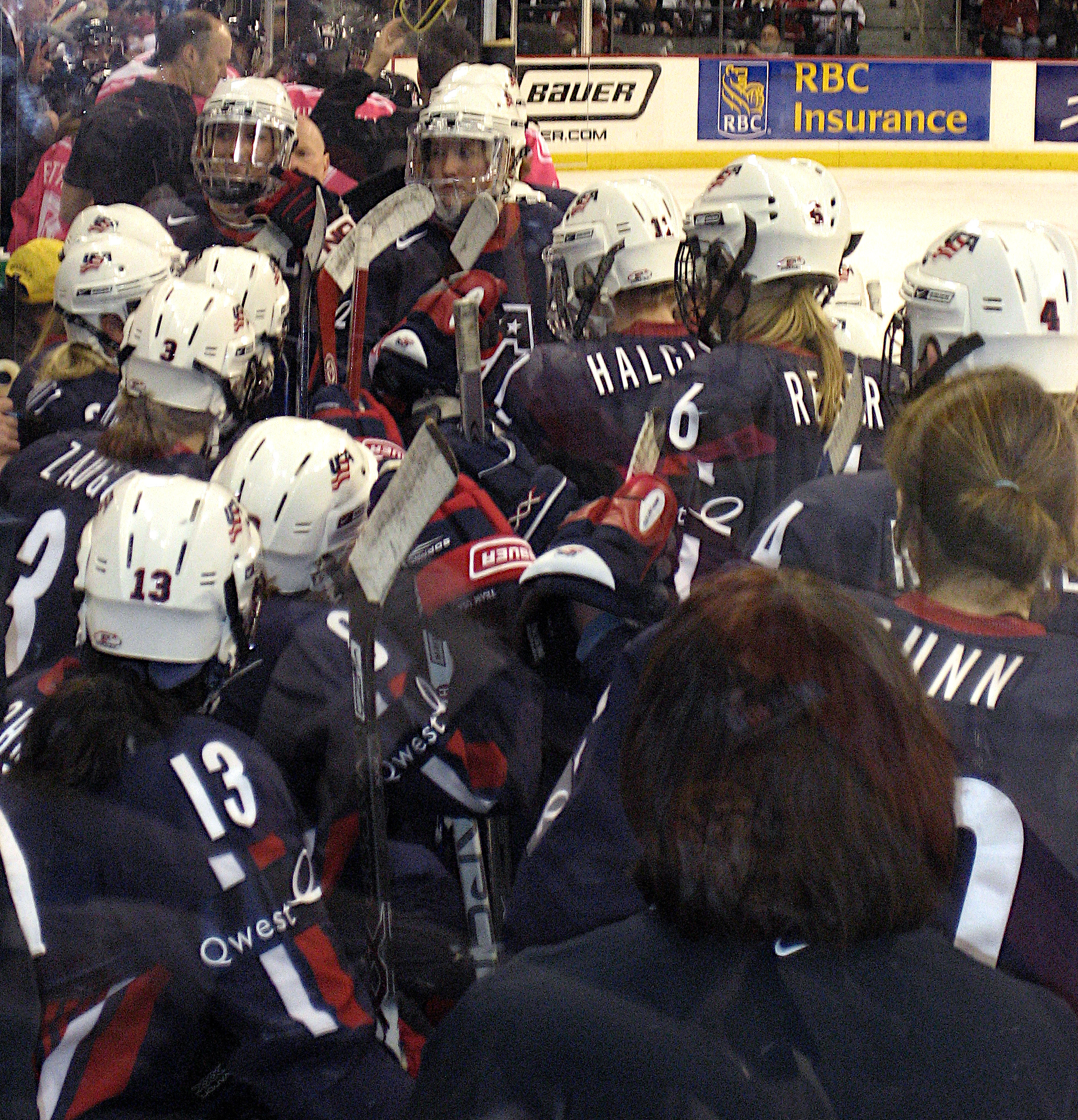
Spielerinnen bei der WM 2007

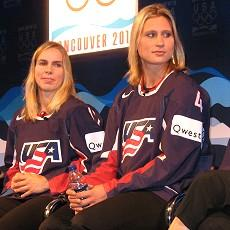
Jenny Potter und Angela Ruggiero

- Julie Chu
- Kendall Coyne Schofield
- Natalie Darwitz
- Brianna Decker
- Meghan Duggan
- Cammi Granato
- Hilary Knight
- Jocelyne Lamoureux-Davidson
- Monique Lamoureux-Morando
- Shelley Looney
- Angela Ruggiero
- Jenny Schmidgall-Potter
- Lee Stecklein
- Sarah Tueting
- Krissy Wendell

## Resultate

### Olympische Winterspiele
- 1998 – Olympiasieger
- 2002 – Silbermedaille
- 2006 – Bronzemedaille
- 2010 – Silbermedaille
- 2014 – Silbermedaille
- 2018 – Olympiasieger
- 2022 – Silbermedaille

### Weltmeisterschaften
- 1990 – Silbermedaille
- 1992 – Silbermedaille
- 1994 – Silbermedaille
- 1997 – Silbermedaille
- 1999 – Silbermedaille
- 2000 – Silbermedaille
- 2001 – Silbermedaille
- 2004 – Silbermedaille
- 2005 – Weltmeister
- 2007 – Silbermedaille
- 2008 – Weltmeister
- 2009 – Weltmeister
- 2011 – Weltmeister
- 2012 – Silbermedaille
- 2013 – Weltmeister
- 2015 – Weltmeister
- 2016 – Weltmeister
- 2017 – Weltmeister
- 2019 – Weltmeister
- 2022 – Silbermedaille
- 2023 – Weltmeister
- 2024 – Silbermedaille
- 2025 – Weltmeister

### Drei-Nationen-Cup
Seit 2000 Vier-Nationen-Cup
- Goldmedaille: 1997 und 2003
- Silbermedaille: 1996, 1998, 1999, 2000, 2002, 2004
- Keine Teilnahme: 2001

### Pazifik-Anlieger-Meisterschaften
- 1995 – Silbermedaille
- 1996 – Silbermedaille